# A 3 nindzsa visszarúg
A 3 nindzsa visszarúg (eredeti cím: 3 Ninjas Kick Back) 1994-ben bemutatott amerikai harcművészeti filmvígjáték, melyet Charles T. Kanganis rendezett. A főbb szerepekben Victor Wong, Max Elliott Slade, Sean Fox és J. Evan Bonifant látható.
Bár a Három kicsi nindzsa-filmsorozat második részeként mutatták be, valójában időrendben ez a harmadik rész. Az 1995-ben megjelent, A 3 nindzsa nem hagyja magát című folytatását ugyanis még 1992-ben forgatták, de forgalmazással kapcsolatos problémák miatt évekig nem mutatták be. A 3 nindzsa visszarúg a három címszereplő gyerekszínészből kettőt lecserélt, de az eredeti színészek a következő filmben már ismét láthatóak.
Az Amerikai Egyesült Államokban 1994. május 6-án bemutatott film bevételi és anyagi szempontból is megbukott. A következő rész 1995-ben került mozikba A 3 nindzsa nem hagyja magát címmel.

## Cselekmény
A három kicsi nindzsa – a 13 éves Rocky, a 12 éves Colt és a 7 éves Tum-Tum – továbbra is nagyapjukkal, Morival edzenek. Mori Japánba szeretne utazni velük egy harcművészeti versenyre (melyet 50 évvel korábban megnyert), de unokái úgy döntenek, egy közelgő baseballmeccs miatt nem tartanak vele. A nagypapa egy tőrt akar visszajuttatni, amit annak idején győztesként kiérdemelt. Japánban egy ismeretlen férfi (később kiderül, Kogának hívják) betör egy múzeumba és ellop egy kardot, majd elmenekül a helyszínről. A baseballmeccsen a fiúk gyengén teljesítenek és verekedés tör ki, ezért a meccset lefújják és a következő hétre teszik át.
Mori otthonába betör három bűnöző – Koga unokaöccse, Glam és annak két társa – ellopni a tőrt. A kicsi nindzsák elijesztik őket, ezután Mori Japánba megy, de a gyerekek apja, Sam véletlenül Tum-Tum táskáját adja neki. Japánban Glam és barátai autóbalesetet okoznak és ellopják a táskát. Értesülve arról, hogy Mori kórházba került, a fiúk nagyapjuk után mennek Japánba, miközben rájönnek az elcserélt táskák rejtélyére és magukkal viszik a tőrt. Mori utasításait követve a verseny Nagymesterének adják a fegyvert. A versenyen Colt felveszi egy kiesett harcos ruháját, de egy Miyo nevű lány legyőzi őt. Miyo segít nekik beszélni a Nagymesterrel és beleegyezik, hogy a három fiú vele és édesanyjával lakhasson. Az amerikai gyerekek egyezséget kötnek új barátjukkal: megtanítják baseballozni, ha ő cserébe harcművészeti leckéket ad nekik.
Koga álruhában a Nagymesternek adja ki magát, de a fiúk és Miyo rájönnek az átverésre és elmenekülnek, ám végül mégis fogságba esnek. Ishikawa, Koga testőre Morit is elrabolja a kórházból. Koga arra kényszeríti vetélytársát (aki sok évvel korábban legyőzte őt és Koga ezt azóta sem tudta kiheverni), mutassa meg neki egy legendás, arannyal teli barlang pontos helyét, melynek bejáratát a kard és a tőr nyitja ki. Mori együttműködik vele, közben unokái megszöknek a fogságból és ők is a barlanghoz mennek. Odabent valóban rengeteg aranyat találnak, Koga ekkor fegyvert ránt, de Colt – felhasználva Mori korábbi tanításait az összpontosításról – egy csapágygolyót hajít a fegyver csövébe, ami így visszafelé sül el és a barlang beomlását okozza. A bent tartózkodók ki tudnak menekülni az összeomló helyiségből, Koga belátja kapzsiságának következményeit és elengedi az amerikaiakat. Rocky rájön, hogy az időeltolódás miatt még időben hazaérhetnek a baseballmeccsükre.
A meccsen mindhárom fiú túllép saját gyengeségein és Miyo segítségével megnyerik azt. Az ellenfél csapata konfrontálódik velük és zsarnokoskodó vezetőjük, Darren Miyót akarja kihívni egy verekedésre – amit hamarosan meg is bán, amikor verekedés tör ki és szembesül a lány harcművészeti tudásával. 

## Szereplők
| Színész                     | Szerep                          | Magyar hang      |
| --------------------------- | ------------------------------- | ---------------- |
| Victor Wong                 | Mori "Shintarō" Tanaka nagypapa | Pataky Imre      |
| Max Elliott Slade           | Jeffrey "Colt" Douglas          | Glósz Viktor     |
| Sean Fox                    | Samuel "Rocky" Douglas Jr.      | Gerő Gábor       |
| J. Evan Bonifant            | Michael "Tum-Tum" Douglas       | Molnár Levente   |
| Caroline Junko King         | Miyo                            | Roatis Andrea    |
| Alan McRae                  | Sam Douglas Sr.                 | Áron László      |
| Margarita Franco            | Jessica Douglas                 | Zakariás Éva     |
| Sab Shimono                 | Koga, Mori ősellensége          | Cs. Németh Lajos |
| Dustin Nguyen               | "Glam", Koga unokaöccse         | Stohl András     |
| Angelo Tiffe                | "Slam"                          | Matoricz József  |
| Jason Schombing             | Vinnie                          | Mikula Sándor    |
| Masashi "Killer Khan" Ozawa | Ishikawa, Koga testőre          |                  |
| Scott Caudill               | Darren, iskolai kötekedő        |                  |
| Shunichiro Yunoki           | Nagymester                      |                  |

## Fogadtatás
A film negatív kritikákat kapott. A Rotten Tomatoes weboldalon 13 kritikus véleményét összegezve 15%-on áll.
Az észak-amerikai mozikban összesen 11,8 millió dolláros bevételt termelt.

## Fordítás
- Ez a szócikk részben vagy egészben  a(z)   3 Ninjas Kick Back című angol Wikipédia-szócikk ezen változatának fordításán alapul.  Az eredeti cikk szerkesztőit annak laptörténete sorolja fel. Ez a jelzés csupán a megfogalmazás eredetét és a szerzői jogokat jelzi, nem szolgál a cikkben szereplő információk forrásmegjelöléseként.